# Goodbye, Columbus
Goodbye, Columbus (Brasil: Paixão de Primavera) é um filme norte-americano de 1969, do gênero comédia, dirigido por Larry Peerce e estrelado por Richard Benjamin e Ali MacGraw, com roteiro de Arnold Schulman baseado no romance homônimo de Philip Roth.
O filme marca a estreia de Richard Benjamin no cinema e o primeiro papel principal de Ali McGraw. Quem se destaca, porém, segundo o crítico Leonard Maltin, é Michael Meyers, como o irmão de Ali.
Jaclyn Smith, como uma modelo, e Jan Peerce (pai do diretor), como o convidado de um casamento, fazem pequenas pontas.

## Sinopse

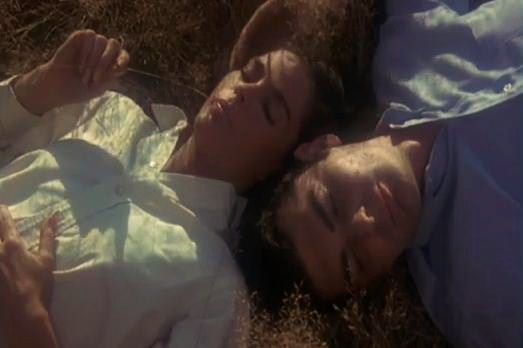
Ali MacGraw e Richard Benjamin no trailer do filme

Neil, jovem de parcas posses, e Brenda, bela judia rica, apaixonam-se um pelo outro contra a vontade dos pais dela. O casal, então, passa a se encontrar em alguns dos mais sórdidos motéis de Nova Iorque. Para prevenir a gravidez, Brenda dispensa pílulas anticoncepcionais, que lhe fazem mal, e opta pelo diafragma. Desgraçadamente, este é descoberto por sua mãe... e o circo está armado.

## Principais premiações
| Patrocinador                                            | Prêmio       | Categoria                                                                                                | Situação                                                         |
| ------------------------------------------------------- | ------------ | --- | ---------------------------------------------------------------- |
| Academia de Artes e Ciências Cinematográficas           | Oscar        | Melhor Roteiro Adaptado                                                                                  | Indicado                                                         |
| Associação de Correspondentes Estrangeiros de Hollywood | Golden Globe | Melhor Filme - Comédia ou Musical Revelação Feminina (Ali MacGraw) Melhor Canção Original                | Indicado Vencedor Indicado                                       |
| British Academy of Film and Television Arts             | BAFTA        | Melhor Ator Coadjuvante - Cinema (Jack Klugman) Melhor Roteiro Adaptado Revelação Feminina (Ali MacGraw) | Indicado[carece de fontes?] Indicado Indicada[carece de fontes?] |
| Directors Guild of America                              | DGA          | Melhor Diretor                                                                                           | Indicado[carece de fontes?]                                      |
| Sindicato dos Roteiristas Norte-Americanos              | WGA          | Melhor Roteiro Adaptado - Comédia                                                                        | Vencedor[carece de fontes?]                                      |

## Elenco
| Ator/Atriz       | Personagem             |
| ---------------- | ---------------------- |
| Richard Benjamin | Neil Klugman           |
| Ali MacGraw      | Brenda Patimkin        |
| Jack Klugman     | Ben Patimkin           |
| Nan Martin       | Senhora Patimkin       |
| Michael Meyers   | Ron Patimkin           |
| Lori Shelle      | Julie Patimkin         |
| Monroe Arnold    | Tio Leo                |
| Kay Cummings     | Doris Klugman          |
| Sylvie Strause   | Tia Gladys             |
| Royce Wallace    | Carlotta               |
| Mari Gorman      | Laura Simpson Sockaloe |
| Jan Peerce       | Primo Manny            |

## Trilha sonora
O tema principal e duas outras canções foram compostas e interpretadas por The Association, banda pop de sucesso na década de 1960.[carece de fontes?]